# 도시에 나타난 검객 산지니
《도시에 나타난 검객 산지니》는 1991년에 제작된 대한민국의 액션 영화이다. 이한열 감독이 메가폰을 잡았고 조정현 이영호가 주연을 맡았는데  검객 산지니 시리즈 중 유일하게 상.하로 나뉘었으며 후속작이자 검객 산지니 시리즈 2탄인  《항구에 나타난 검객 산지니》는 이철혁 전 영화음악작곡가협회장이 음악감독을 맡으면서 전편에 간간이 나온 주제가가 이 시리즈부터 나오지 않았고 3탄 《서커스단에 나타난 검객 산지니》는 1탄(도시에 나타난 검객 산지니)부터 메가폰을 잡아 온 이한열 감독 대신  1989년에  성애영화를 가장 많이 만든 사람이었으나 비중있는 작품이 아니라는 평가를 받기도 한 사람이자 반달가면 5탄(환상의 용사 반달가면) 메가폰을 잡은 임정수 감독이 연출을 맡으면서 전작에 이어 음악감독으로 참여한 이철혁 전 영화음악작곡가협회장,   조정현 (검객 역), 이정희(산지니 어머니 역) 외의 배우-주요 스태프들이 대거 교체됐는데 검객 산지니 시리즈는 《서커스단에 나타난 검객 산지니》 포함하여  7탄까지 기획되었지만 엔딩의 부자연스러움 탓인지 3탄(서커스단에 나타난 검객 산지니)에서 막을 내려야 했다.

## 줄거리
깊은 산골 어느 외진 곳에 물질문명의 세계와 인연을 끊은채 행복하게 살고 있는 한 가족이 있었다. 이 가족에게 어느날 뜻하지 않은 물질문명의 솔길이 뻗쳐와 아내를 납치해 간다. 어머니와 아내를 동시에 잃은 두 부자의 슬픔은 조상님들의 영혼을 감동시켰고 이것을 안타깝께 생각한 조상들이 현실로 나타나 아내를 찾을 수 있는 힘과 총기가 담긴 신비의 구슬을 하나 하사하여 주며 이것의 힘으로 속세에 존재하는 최대의 악을 7개 선택해 구슬 안에 가두라고 한다. 검객은 갑옷과 구슬을 가지고 서울로 와서 그 첫번째 악당 엑스를 처치하고 아내를 찾지만 이미 다른 사람의 여자가 되어,어머니는 다른 곳으로 떠나 버린다. 그 사실을 알게 된 검객과 아들 산지니,또 다시 어머니를 찾아 나선다. 일곱 악을 잠재울때까지…

## 등장인물
- 검객 : 조정현
- 산지니 : 이영호
- 산지니 모 : 이정희
- 세희 : 윤연경
- 두꺼비 : 이문수
- 노랭이 : 이옥주
- 엑스 : 이황근
- 삼돌이 : 김명덕
- 노진우
- 이경희
- 박상현
- 황재석
- 채수암
- 신재명
- 김재현
- 송춘훈
- 윤화
- 김명순
- 최형석
- 이정희
- 원진 (특별출연)

## 제작진
- 제작총지휘/각본 : 김춘범
- 기획 : 남우영, 김성한
- 촬영 : 정재승
- 조명 : 양승규
- 무술감독 : 이제규
- 특수효과 : 정도안
- 녹음 : 돌코녹음실
- 편집 : 강명완
- 분장 : 윤성아
- 음악 : 남우영
- 스틸 : 윤호영
- 조감독 : 이호림
- 현상 : 제일현상소
- 제작부장 : 최진홍
- 각색 : 하흥원
- 주제가 : 강영희
- 감독 : 이한열

## 상영 정보
- 비디오출시 : 1991년 9월 13일 (VHS, 비유엠 영화 제작소)